# آفتاب‌پرست کاشانی
آفتاب‌پرست کاشانی (نام علمی: Heliotropium arguzioides) نام یک گونه از سردهٔ آفتاب‌پرست است. سردهٔ آفتاب‌پرست در ایران ۴۷ گونهٔ علفی یک ساله و چند ساله دارد که در سراسر ایران پراکنده‌اند. آفتاب‌پرست کاشانی یکی از ۴۷ گونهٔ موجود در ایران است.